# بیکورگا
بیکورگا (به لاتین: Bicurga) یک شهرک در گینه استوایی است که در استان سنترو سور واقع شده‌است. بیکورگا ۲٬۳۱۸ نفر جمعیت دارد.